# إيلي هاريسون
إيلي هاريسون (بالإنجليزية: Ellie Harrison) هي فنانة بريطانية، ولدت في 1979 في لندن في المملكة المتحدة.

## وصلات خارجية
- الموقع الرسمي